# Glanzlappenschnäpper
Der Glanzlappenschnäpper (Platysteira blissetti, Syn.: Dyaphorophyia blissetti) ist ein Vogel aus der Familie der Afrikaschnäpper (Platysteiridae).
Die Art wird häufig als konspezifisch mit dem Schwarznacken-Lappenschnäpper (Platysteira chalybea) und dem Jamesonlappenschnäpper (Platysteira jamesoni) angesehen.
Er kommt in Westafrika in der Elfenbeinküste, in Ghana, Guinea, Kamerun, Liberia, Nigeria, Sierra Leone und Togo vor.
Das Verbreitungsgebiet umfasst tropischen oder subtropischen feuchten Tiefwald mit dichtem Unterwuchs, Galeriewald, küstennahe Dickichte, Plantagen und kleine Waldinseln von 200 bis 700 in Liberia bis 1500 m Höhe.
Die Art ist ein Standvogel.
Das Artepitheton bezieht sich auf den britischen Commissary Henry Frederick Blissett (1847–1916).

## Aussehen
Die Art ist 9–10 cm groß und wiegt 10–12 g. Dieser Lappenschnäpper ist sehr klein, plump, bunt und hat fast keinen Schwanz. Das Männchen ist auf der Oberseite, an Kehle und oberem Brustbereich glänzend schwärzlich-grün und hat einen dreieckförmigen kastanienbraunen Hinteraugenfleck zur Kehle und zum Nacken reichend. Der große türkisfarbene Überaugenlappen reicht bis unterhalb des Auges. Die Iris ist braun mit silbrigem Ring. Der Schnabel ist schwarz, die Beine grau-purpurfarben. Die Unterseite ist weiß. Das Weibchen ist grauer und weniger glänzend, der Augenlappen ist kleiner.
Vom Schwarznacken-Lappenschnäpper (Platysteira chalybea) unterscheidet die Art sich durch die weiße und nicht gelbliche Unterseite und den fehlenden schwarzen Nackenfleck.

## Stimme
Der Ruf des Männchens wird als lange, weit-tragende Klingeltöne wie “peep-peep-peep-peep…”beschrieben, auch als nasales “chuwwchuwwchuw” und als heiseres “k-k-sh-sh-sh”. Flügel- und Schnabelschnappe kommt oft hinzu.
Die Art ist monotypisch.

## Lebensweise
Die Nahrung besteht aus Insekten, die allein, paarweise oder in kleinen Familiengruppen relativ dicht am Erdboden, meist unterhalb von 3 m gesucht werden. Häufig nimmt der Lappenschnäpper an gemischten Jagdgemeinschaften teil.

## Fortpflanzung
Die Brutzeit liegt wohl zwischen März–April und August–November in Liberia, im Februar in Ghana, zwischen Dezember und Februar in Nigeria sowie zwischen Januar–April und September in Kamerun. Die Art lebt vermutlich monogam.

## Gefährdungssituation
Der Bestand gilt als nicht gefährdet (Least Concern).